# Стофира Сунзу
Стофира Сунзу (на английски: Stophira Sunzu; 22 юни 1989, Чингола, Замбия) е футболист от националния отбор по футбол на Замбия. Играе на поста полузащитник. Понастоящем защитава цветовете на „ТП Мазембе“ от шампионата на ДР Конго. Носител на Купата на африканските нации за 2012 г. Във финала на турнира, в мача против Кот д’Ивоар, Сунзу става автор на победната дузпа в серията след продълженията.

## Постижения
- Купа на африканските нации: 2012